# Paralimnus
Paralimnus är ett släkte av insekter som beskrevs av Matsumura 1902. Paralimnus ingår i familjen dvärgstritar.

## Dottertaxa tillParalimnus, i alfabetisk ordning[1][2]
- Paralimnus albipunctatus
- Paralimnus angusticeps
- Paralimnus aralensis
- Paralimnus bellus
- Paralimnus chalchingolus
- Paralimnus cinnamomeus
- Paralimnus decoloratus
- Paralimnus dentipes
- Paralimnus efferatus
- Paralimnus elegans
- Paralimnus fallaciosus
- Paralimnus ferganensis
- Paralimnus inexpectatus
- Paralimnus lugens
- Paralimnus minor
- Paralimnus nigritus
- Paralimnus oculipennis
- Paralimnus pantherrinus
- Paralimnus phragmitis
- Paralimnus picturatus
- Paralimnus pulchellus
- Paralimnus rotundiceps
- Paralimnus rubiginosus
- Paralimnus serotinus
- Paralimnus smithtoniensis
- Paralimnus straminostriatus
- Paralimnus suavis
- Paralimnus subefferatus
- Paralimnus svetlanae
- Paralimnus taeniatus
- Paralimnus tenebrosus
- Paralimnus ulanus